# Фелейзен
Фелейзены — дворянский род Российской империи, который происходит от гоф-маклера Карла-Людвига Фелейзена (1763–1828). Супруга — Мария Каролина (Мария Андреевна), дочь петербургского купца Якова Шрейдера. В браке 11 детей: Юлия-Доротея, Карл-Антон, Амалия-Элизабет, близнецы Александр и Константин, Роберт-Вильгельм, София-Шарлота, Луиза-Каролина, Вильгельм, Людвиг-Иоганн, Мария.
Банкир Константин Карлович Фелейзен (1804—1870), сын предыдущего, более 22 лет состоял сотрудником банкирского дома «Штиглиц и Кº», был управляющим при сыне основателя Александре Людвиговиче Штиглице. В июне 1853 года Александр Штиглиц обратился к императору Николаю I с предложением построить железную дорогу между Санкт-Петербургом и Петергофом.  Компаньоном Штиглица в этом проекте был Константин Карлович Фелейзен. Работы были прерваны из-за Крымской войны и продолжились уже при императоре Александре II.. 21 июля (1 августа) 1857 открылось движение по Петергофской железной дороге. 
Именным Высочайшим указом от 23 июля 1864 года («в воздаяние трудов по сооружению железной дороги от Петербурга в Ораниенбаум...») Константин Карлович Фелейзен был возведен (с нисходящим его потомством) в баронское Российской империи достоинство.
Впоследствии Фелейзен занимал пост бельгийского консула. 
3 ноября 1876 года и 2 октября 1889 года сын Константина Карловича, барон Фелейзен, Константин Константинович вместе с сыновьями Константином и Сергеем были утверждены Герольдией Правительствующего Сената в этом титуле. 
«У нас здесь крахи, крахи и крахи. Лопнул Фелейзен, а за ним начала лопаться мелкота», — писал в 1888 году М. Е. Салтыков в Европу.
Оперная певица и фрейлина Ксения Николаевна Фелейзен (1881—1945), в замужестве Дорлиак, имела сына Дмитрия Дорлиака, актёра Вахтанговского театра, и дочь Нину (1908—1998), которая состояла в браке за пианистом Святославом Рихтером. Ксения Николаевна Фелейзен также имела сестру Марию Фелейзен.

## Описание герба
Герб рода Фелейзен был записан в Часть XII Общего гербовника дворянских родов Всероссийской империи, страница 36:

В щите, покрытом беличьим мехом, узкий чёрный вилообразный крест, в среднем червлёном щитке, идущий серебряный агнец, на трёх зелёных холмах, держащий хоругвь, рассечённую лазурью и золотом, на золотом древке.
Щит увенчан баронскою короною и дворянским шлемом с серебряно-червлёным венчиком. Нашлемник: женщина в червлёном одеянии держит над головой серебряный шарф. Щитодержатели: справа — серебряный единорог с червлёными глазами, языком и чёрным рогом и копытами, слева — серебряная борзая с червлёными глазами, языком и лазуревым ошейником. Девиз: «Constantia» серебром по червлёному.